# Promotor (genetica)
Een promotor (Engels: promoter) is een DNA-element voor een gen of genen dat de expressie (werking) van het/de gen(en) reguleert. Het wordt niet afgelezen bij de transcriptie. Bij prokaryoten werd de promotor oorspronkelijk gedefinieerd als de DNA-sequentie waaraan RNA-polymerase bindt. Daardoor bepaalt de promotor het startpunt van het gen voor het aanmaken van het boodschapper-RNA (mRNA). 
Bij eukaryoten is de situatie wat complexer. Vaak wordt in die context met promotor in feite een promotor-enhancercombinatie bedoeld. Strikt genomen is ook daar de promotor de plaats waar transcriptie begint.

## Core promotor

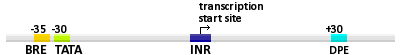
Elementen van de core promotor.

Met core promotor wordt het deel van de eukaryote promotor bedoeld zonder enhancers (versterkers). De core promotor bestaat uit een aantal elementen in het DNA waarop het basale transcriptiecomplex opbouwt.
| Promotor element | Promotor element                              |
| ---------------- | --------------------------------------------- |
| BRE              | Transcription Factor II B Recognition Element |
| TATA             | Naam naar sequentie (T A T A A/T A A/T)       |
| INR              | Initiator Element                             |
| DPE              | Downstream Promoter Element                   |
| MTE              | Motif Ten Element                             |